# The Girl Most Likely
The Girl Most Likely este un film de comedie muzical american din 1958 regizat de Mitchell Leisen. În rolurile principale joacă actorii Jane Powell, Cliff Robertson și Keith Andes.

## Actori
- Jane Powell — Dodie
- Cliff Robertson — Pete
- Keith Andes — Neli Patterson, Jr.
- Kaye Ballard — Marge
- Tommy Noonan — Buzz
- Una Merkel — Mother
- Kelly Brown — Sam Kelsey
- Judy Nugent — Pauline
- Frank Cady — Pop
- Joseph Kearns — Mr. Schlom, Bank Manager